# Faroa schaijesiorum
Faroa schaijesiorum là một loài thực vật có hoa trong họ Long đởm. Loài này được Bamps mô tả khoa học đầu tiên năm 1987.